# Arctocoma ursinella
Arctocoma ursinella är en fjärilsart som beskrevs av Edward Meyrick 1880.
Arctocoma ursinella ingår i släktet Arctocoma och familjen rullvingemalar. Inga underarter finns listade i Catalogue of Life.